# Matías de los Reyes
Matías de los Reyes (Borox, Toledo, 1581-¿Madrid?, después de 1640), fue un dramaturgo y novelista español del Siglo de Oro. 

## Biografía
Su familia quiso esconder su origen judeoconverso mudándose a Madrid, por lo que en su Para algunos el autor se llama "natural de Madrid", siendo en realidad nacido en Borox (Toledo). Estudió Humanidades en Alcalá de Henares, donde fue condiscípulo en las primeras letras de Gabriel Téllez, más conocido como Tirso de Molina, pero no terminó sus estudios, ya que a los veinte años se hallaba viviendo en Villanueva de la Serena, en Extremadura, entregado a la poesía y administrando "las alcabalas reales de las hierbas de la Orden de Alcántara en la jurisdicción de la Serena". En este pueblo compuso alguna de sus seis comedias, que se vendieron como sueltas y agrupó más tarde en un volumen. 
Los enredos del diablo tiene dedicatoria fechada el 8 de agosto de 1622 y en ella dice que la compuso con veinte años; El qué dirán y donaires de Pedro Corchuelo está dedicada a Lope de Vega; Di mentira y sacarás verdad es una refundición de La desgracia venturosa de Miguel Sánchez "el Divino"; Dar al tiempo lo que es suyo tiene dedicatoria firmada el 8 de agosto de 1622; El agravio agradecido (quizá la mejor adaptación española del Amphitruo de Plauto) y dedicada a Tirso de Molina, y Representación de la vida y rapto de Elías. Las imprimió todas juntas (Jaén, Pedro de la Cuesta, 1629). 
Escribió también el auto sacramental El nacimiento de Nuestro Señor Jesucristo que permanece inédito en la Biblioteca Nacional de España. Su teatro es notable por su versificación e intriga, y en él se muestra como uno de los primeros imitadores de Lope de Vega y su discípulo Tirso de Molina, a quienes dedicó, como ya se ha visto, dos de sus obras.
Destacó en el cultivo de la novela cortesana, que reunió en colecciones, como las seis en El Curial del Parnaso (Madrid, Viuda de Cosme Delgado, 1624); la mitad de estas novelas están hurtadas de los Raguagli di Parnaso de Traiano Boccalini. Después compuso dos más: Para algunos (Madrid, 1640), cuyo título es evidentemente una contestación a la famosa miscelánea de Juan Pérez de Montalbán Para todos. En cuanto al El Menandro (Jaén, 1636) constituye una novela algo más extensa que Emilio Cotarelo y Mori estudió, anotó y editó en 1909; se trata de una interesante mezcolanza de novela bizantina, novela a la italiana, comedia y novela picaresca que ya estaba compuesta en 1624, como declaran las aprobaciones. 
Aunque toma el fondo de sus obras de otros autores, perfecciona sus argumentos y amplifica sus virtudes con su buen estilo, añadiendo consecuencias morales. Su obra literaria estaba al margen de los círculos influyentes de su tiempo, por lo que no alcanzó la fama, a pesar de su calidad.

## Obras
- Comedias, Jaén, Pedro de la Cuesta, 1629.
- Trad. de Plauto, Anfitrión, con el título de El agravio agradecido. Jaén: [s.n.], 1623.
- El nacimiento de Nuestro Señor Jesucristo, manuscrito inédito.
- El Curial del Parnaso (Madrid, Viuda de Cosme Delgado, 1624)
- Para algunos (Madrid, por la viuda de Juan Sánchez. A costa de Lorenço Sánchez y Gabriel de León mercaderes de libros, 1640)
- El Menandro (Jaén, 1636; en el colofón dice por errata 1630); hay edición moderna de Emilio Cotarelo y Mori (1909).